# Magdalenenberg
Le Magdalenenberg est une tombe princière de l'Âge du fer qui se trouve à Villingen dans la Forêt-Noire en Allemagne. Avec un volume de 33 000 m3, un diamètre de 102 m et une hauteur actuelle de 6 m 60 (initialement 8 m), c'est le plus grand tumulus de la culture de Hallstatt. Au Moyen Âge, une chapelle dédiée à Ste-Madeleine a été construite à son sommet qui lui a laissé son nom, « la montagne de Madeleine ». Quatre kilomètres plus loin, on a découvert les restes d'un village celtique sur le promontoire du Kapf qui domine le confluent de la Kirnach et de la Brigach. Ce dernier lieu n'a été occupé qu'entre -600 et -550 à cause de ses ressources en fer qui ont été rapidement épuisées. 

## Le tumulus
Il est situé à 740 m d'altitude et devait être entouré de 140 tombes dont 126 ont pu être ouvertes. 131 personnes y ont été enterrées, 8 incinérées. Le tumulus a été foré une première fois en 1890 mais le trésor espéré avait déjà disparu. Une fouille complète est réalisée en 1970-73 par Konrad Spindler. La chambre funéraire en bois (8 × 6,5 m) enfouie au milieu du tumulus a été bien conservée car elle était remplie d'eau. Elle a été datée de -616 par dendrochronologie,. Les pilleurs sont venus 37 ans plus tard comme l'atteste leur outil en bois qui a été également daté par la même méthode. 

## Vestiges
La découverte principale est la civière en bois qui a servi à porter le prince. Les restes d'un porc donné en offrande ainsi qu'un nécessaire de toilette (pour les oreilles, les ongles et la barbe) ont également été retrouvés. Les objets trouvés ainsi que la chambre funéraire sont actuellement exposés au musée des Franciscains à Villingen.
|  |  |  |  |  |